# بوندس‌ور
نیروی دفاعی آلمان یا نام بوندس‌وهر (آلمانی: [ˈbʊndəsˌve:ɐ̯] (), دفاع فدرال) نام مجموعه نیروهای مسلح جمهوری فدرال آلمان می‌باشد. ایالت‌های آلمان مطابق قانون اساسی فاقد ارتش هستند و دفاع از کشور، فقط از وظایف دولت فدرال است.

آرم نیروهای دفاعی آلمان

## بودجه نظامی
بودجه دفاعی آلمان در سال 2024 بالغ بر 71.75 میلیارد یورو بوده است..

## لغو خدمت وظیفه عمومی در آلمان
کارل تئودور تسو گوتنبرگ وزیر دفاع وقت آلمان در ژانویه سال ۲۰۱۱، لغو خدمت وظیفه عمومی در آلمان را اعلام کرد. خدمت وظیفه عمومی در آلمان از سال ۱۹۵۶ میلادی اجباری بود و هر مرد جوان آلمانی که ۱۸ ساله می‌شد، مکلف بود این دوره را پشت سر بگذارد یا به جای آن خدمات اجتماعی مانند کار در بیمارستان یا نگهداری سالمندان انجام دهد.

## وزیران دفاع آلمان
- کارل تئودور تسو گوتنبرگ یکی از وزرای برجسته دولت آنگلا مرکل بود. لغو خدمت وظیفه عمومی در آلمان در زمان وزارت او صورت گرفت. وی در ۱ مارس ۲۰۱۱ در پی رسوایی ناشی از اتهام رونویسی و تقلب در پایان‌نامه دکتری حقوق خود، مجبور به استعفا شد.[۸]
- توماس دِمِزییر در۲ مارس ۲۰۱۱ وزیر دفاع آلمان شد. وی تا روز قبل از بدست آوردن این سمت، وزیر کشور دولت آنگلا مرکل بود.